# Robert Morin
Pour les articles homonymes, voir Robert Morin et Morin.
Robert Morin (né le 20 mai 1949 à Montréal) est un réalisateur, scénariste, acteur et directeur de la photographie québécois.

## Biographie

### La Coop Vidéo
En 1977, avec des amis, Robert Morin fonde la Coop Vidéo, ou Coopérative de production vidéoscopique (sic) de Montréal. Ils étaient à la fin de la vingtaine et se donnaient collectivement les moyens de tourner à tout prix, à une époque où les structures de soutien de l'État ne leur permettaient pas facilement l'accès à la production cinématographique.Ils se dotèrent pour cela de leur propre équipement Betacam couleur, chose rare dans le domaine de la production indépendante au Québec de ces années-là, et se mirent à tourner leurs films uniques, à cheval sur les frontières du documentaire et de la fiction, voire sur celles du cinéma et de la vidéo.

### Les auto filmages et les faux films trouvés
Plonger dans l’univers de Robert Morin, c’est se retrouver confronté à trois sortes de travaux, à la fois différents et concomitants : les auto-filmages, les bandes vidéos existentielles et les films avec comédiens professionnels.
Cadreur 16mm, puis vidéo, en 1978, il se révèle auteur par accident avec Gus est encore dans l’armée, qu’il a fait tout d’abord pour amuser ses amis avec des chutes de film inutilisées. Une jeune recrue nous raconte ses mésaventures amoureuses à partir d'images qu'il a tournées lors d'un camp d'entraînement de l'armée canadienne. La fusion du ton de la narration et de l'image documentaire y consolide une fiction dont seules les outrances peuvent nous faire douter de la véracité, dans la tradition des « vertiges de la banalité ».
Il va recommencer dans la même veine quelques années plus tard avec Le Voleur vit en enfer (1982) et Yes Sir! Madame (1994). Dans ces trois films, le narrateur s'exprime en voix off, créant ainsi une véritable confusion référentielle dans la tête des spectateurs, car le rôle est tenu par le cinéaste Morin lui-même argumentant un récit à saveur de témoignages existentiels ou d'événements confessés.
Dans Le Voleur vit en enfer, Morin personnifie en voix off un homme sans emploi, Jean-Marc, qui utilise une ligne téléphonique de «Déprimés anonymes» pour raconter sa vie et confier ce qui lui arrive. Doté d'une caméra, il s'est mis en tête de filmer le voisinage de son quartier de gens pauvres et désœuvrés. C'est un voyeur qui vole les images de l'enfer de la misère qui l'environne. Comme dans Gus est encore dans l'armée, le recours à des chutes de films pour des séquences qui semblent tirées d'un film de famille nous induit à penser à un véritable document. Les images ont été tournées par Morin dans le but de renforcer l'effet de réel de ce film de fiction sous la forme d'un témoignage confessé.
Avec Yes Sir! Madame, Morin aborde le plus ambitieux de ses auto-filmages, un projet sur lequel il travaille durant presque 20 ans. Le film semble entièrement habité par le thème du double avec cette histoire d'un cinéaste projectionniste qui se filme en vidéo en train de projeter ses images 16mm qu'il commente à l'aide d'un micro branché sur le projecteur dont le haut-parleur émet la voix. Cet homme possède un nom à consonance bilingue. Il se nomme Earl Tremblay. Il traduit dans les deux langues toutes les phrases qu'il prononce. Plus il nous narre sa vie, plus sa double identité se fractionne. Ses deux personnalités distinctes entrent peu à peu en conflit. En 1994, à la veille du second référendum sur la souveraineté du Québec, Robert Morin signe ici l'un de ses chefs-d’œuvre, en même temps qu'une des plus savoureuses satires du système politique canadien.

### Les bandes existentielles
Dans leur volonté de faire du documentaire, à la fin des années 1970, les membres de la Coop vidéo de Montréal se sont demandé comment dépasser l'héritage des grands cinéastes du cinéma direct. Ils ont osé une réponse en mettant au point des fictions jouées devant la caméra par les témoins qui devenaient ainsi les comédiens (amateurs) jouant leur propre vie. Parfois la caméra était dotée d'une simple fonction d'observation documentaire, mais la plupart du temps elle devenait subjective lorsqu'elle n'était pas directement incluse et justifiée dans la narration.
C'est dans ce contexte que virent le jour plusieurs courts-métrages vidéos avec lesquels Robert Morin explore les recoins insolites de sa société, une certaine zone de marginalité, un territoire peu balisé du refoulé social peuplé d'individus auxquels non seulement on ne donne pas la parole habituellement, mais auxquels on ne demande certainement pas d’écrire une fiction et encore moins d'y jouer. Robert Morin décrit cette expérience comme celle d'investir un «Mondo Cane fucké québécois».
Ainsi pouvons-nous y croiser des culturistes dans Ma richesse a causé mes privations (1982), des nains amoureux dans Toi, t'es-tu lucky ?(1984), un avaleur de couteau dans Le Mystérieux Paul (1983), des danseurs nus et du rembourreur-cascadeur dans Ma Vie, c'est pour le restant de mes jours (1980), des ex-détenus jouant dans une version inusitée de Dix Petits Nègres d'Agatha Christie dans La Réception (1986) ou, pinacle du genre, les ex-junkies qui jouent leur propre rôle dans Quiconque meurt, meurt à douleur (1995). Comme l'écrivait Philippe Gajan dans un article paru autour de ce dernier opus, il est certain que le cinéaste, en faisant appel au vécu des protagonistes du drame, leur donne au moins une chance de participer activement à sa reconstitution. «Ainsi les inévitables questions concernant la manipulation et le voyeurisme se trouvent intimement liées à la confection du film. Loin d'être évitées, ces questions sont au cœur même du dispositif filmique».
En 2001, Il collabore au projet de la productrice Arlette Dion, Opération Cobra (2001), qui est un film proche de ses reality shows sur une bande d'adolescents qui jouent à la guerre. Le film est coréalisé avec Dominic Gagnon et Richard Jutras, co-scénarisé par les trois et Sylvain L'Espérance.
Proche de la communauté algonquine du Lac Simon, il tente une nouvelle expérience de bande existentielle avec trois adolescents.Le film s'intitule 3 histoires d'indiens et il est sélectionné au Festival international du film de Berlin en 2014.

### Les films avec comédiens
Une grande partie de l’œuvre de Robert Morin s'est construite par le recours à des comédiens professionnels. Les membres de la Coop Vidéo ont d'ailleurs été proches de ceux de la Ligue Nationale d'Improvisation, lors de ses débuts du moins, et vont même travailler sur un documentaire intitulé Rouges et Bleus (1979), réalisé par Jean-Pierre Saint-Louis et Yvon Leduc. Un autre témoignage de cela peut être trouvé dans le court exercice de jeu improvisé que Robert Morin conçoit à partir d'un canevas, Quelques instants avant le nouvel an (1985), qui met en vedette Paul Savoie et Robert Gravel, le fondateur de la LNI. L'année suivante, il fait se rencontrer pour la première fois comédiens amateurs et professionnels dans Tristesse modèle réduit, qu'il développe pour l'Office National du Film du Canada.
Surtout, Morin marque les esprits en 1992 avec son film policier Requiem pour un beau sans-coeur, dont le récit cru se développe, à la façon de Rashomon et du Quatuor d'Alexandrie, selon de multiples points de vue. Morin a pu compter sur le talent de comédiens engagés comme Gildor Roy ou Brigitte Paquette pour assumer sa démarche narrative expérimentale sans compromis,,. Il s'agit d'un des films les plus célébrés de sa filmographie.
En 1994, comme Welles, Roeg ou Coppolla avant lui, il adapte le roman de Joseph Conrad, Au Cœur des ténèbres, et en transpose l'histoire de nos jours dans le moyen nord québécois. Windigo raconte la révolte d'un groupe d'Amérindiens qui proclament unilatéralement leur indépendance et invitent un nombre limité de représentants fédéraux, un journaliste et un cadreur à venir les rencontrer.Tourner en territoire algonquin implique inévitablement pour Morin d'engager des comédiens autochtones. Le film est tributaire de cette volonté de représenter les populations incluses dans le récit.
Le 11 septembre 2002, il présente en première mondiale au Toronto International Film Festival une comédie dramatique dont le titre, certes provocateur, Le Nèg', le voit être accusé de racisme par une marge de militants réactifs, alors que le film dans sa structure autant que son récit est une dénonciation du racisme ordinaire et de l'ignorance à laquelle il s'origine. Tout comme pour Requiem pour un beau sans-cœur, la structure narrative est éclatée  alors que l'on découvre l'histoire par petites portions, selon les points de vue différents des témoins d'un même événement. Sauf qu'ici Morin va plus loin et tente de faire correspondre, à chaque personnage, un style cinématographique distinct. Le film est défendu par une équipe de comédiens aguerris comme Robin Aubert, Emmanuel Bilodeau, Vincent Bilodeau, Béatrice Picard, Isabelle Vincent, René-Daniel Dubois, Sandrine Bisson, Jean-Guy Bouchard, Claude Despins, qui entourent un jeune acteur encore inconnu à l'époque, Iannicko N'Doua-Légaré.
En 2006, dénonçant la veulerie et l'ignorance de ses contemporains, il met en scène dans Que Dieu bénisse l'Amérique un incident qui prend place dans une banlieue cossue de Montréal durant la journée du 11 septembre 2001. On y suit plusieurs personnages, à la façon des films choraux. Il y démontre la volonté crasse de créer un anti-spectacle exprimant le vide doucereux, aseptisé et amnésique de la vie de banlieue en Amérique.
Deux ans plus tard, il propose un projet à petit budget qu'il a développé avec le comédien François Papineau : Papa à la chasse au lagopèdes (2008). Avec le recours au stratagème de la caméra subjective, il y dénonce de façon explicite les escrocs financiers, ceux des placements douteux et des détournements de fonds.
En 2013, après plusieurs versions de scénario, il finalise un vieux rêve : adapter le roman Quatre soldats de l'écrivain français Hubert Mingarelli. Partant d'un roman dont l'histoire se déroule en 1919, il tire un conte post-apocalyptique qui se déroule durant un conflit armé. Titré Les Quatre Soldats, il repose sur une équipe de comédiens parmi lesquels Camille Mongeau, Antoine Bertrand, Christian de la Cortina, Aliocha Schneider, Antoine L'Écuyer, Gaston Caron et Jean-Pierre Bergeron.
Il s'associe en 2016 au comédien Stéphane Crête, pour une critique des scandales financiers entourant l'évasion de fonds privés vers les paradis fiscaux. Le ton de Un Paradis pour tous oscille entre l'outrage et la farce grotesque, assaisonnés de scènes volontairement scatologiques et pornographiques : selon les deux concepteurs, il s'avérait pertinent de se mettre au niveau du mépris outrancier et impudique que les ultrariches expriment envers le reste de la population. Le film est ouvertement inspiré par les peintres expressionnistes allemands de l'entre-deux-guerres, comme Otto Dix ou George Grosz.
En 2016 également, il lance en clôture du Festival Fantasia de Montréal son dernier opus, intitulé Le Problème d'infiltration. Comédie noire qui narre une journée funeste dans la vie de Louis Richard, chirurgien esthétique, lequel s'aperçoit que la solitude et l'ennui gagnent chaque recoin de l'opulente maison de banlieue qu'il partage avec son fils, qu'il sent devenir un étranger peu à peu, et sa femme, qui le délaisse progressivement. Le film met en vedette Christian Bégin, Sophie Dumaresq, Guy Thauvette et Will Murphy. Premier véritable succès de Morin au box-office, Le Problème d'infiltration fut l'un des films québécois qui tinrent le plus longtemps l'affiche l'année de sa sortie dans son propre pays.

### Les hybridations
À partir de 2005, Robert Morin commence à travailler sur des œuvres qui sont des expérimentations d'hybridation. Elles peuvent être décrites comme la rencontre entre deux des trois catégories distinctes avec lesquelles il avait pu classer l'ensemble de ses films et vidéos, telles qu'il les avait définies dans une entrevue qu'il donna à la revue 24 images en 1998.
Lui qui privilégiait le "reality show" et qui a longtemps prétendu, en disciple d'Antonin Artaud, qu'il adorait filmer les gens dans leur déchéance parce qu'alors se dégageait d'eux une vérité qui permettait d'exprimer le drame de la condition humaine avec encore plus d’acuité, il va pousser l'expérimentation à un degré supérieur dans Petit Pow! Pow! Noël, en faisant un «pacte-spectacle» avec son propre père sur son lit d'hôpital. Il lui demande de jouer le rôle d'un mourant qui ne peut échapper à la caméra intrusive de son fils venu se venger de son propre père prisonnier de sa chambre d'hôpital. On peut dire qu'ici Morin, qui joue le rôle du cadreur tortionnaire incarné en voix off derrière la caméra, marie à la fois les auto-filmages et les bandes existentielles. Cela annonce aussi un tournant, puisque 2005 correspond aussi au virage de la production cinématographique vers l’image numérique tous azimuts, avec pour conséquence qu'il sera de plus en plus difficile à l'avenir de justifier la catégorisation film/vidéo en tant que division. Ainsi, le jeu de véridicité dont le conteur Morin jouait en utilisant l'image vidéo pour signifier l'ancrage dans un réel dont il voulait accroître la tangibilité dans ses films, peut de moins en moins fonctionner comme un subterfuge.
Lorsqu'il décide d'amorcer le tournage du Journal  d'un coopérant, il envisage également une portion web qui doit l'aider à construire l’œuvre. Le long-métrage se présente donc comme un montage des capsules envoyées par le protagoniste principal sur une sorte de blog dans lequel il narre ses aventures. Dans ce film en effet, Morin personnifie un coopérant québécois parti en Afrique pour installer un poste de radio communautaire. Peu à peu, au contact d'une jeune adolescente ingénue qui est la fille de sa femme de ménage, il développe des sentiments amoureux. Mêlant la critique de la coopération internationale et l'expression d'une pédophilie naissante et irrépressible, mariant fiction et documentaire, caméra subjective, diffusion en ligne et recours à des comédiens amateurs qui jouent un scénario nullement inspiré de leur propre vie, cette œuvre est assurément hybride.
Il est sûr que Morin a utilisé cette caméra subjective plus d'une fois, depuis Gus est encore dans l'armée. Il en joue d'ailleurs de manière volontairement ironique dans Le Problème d'infiltration, au moment où le point de vue hyperréaliste devient tout à coup improbable, lorsque la caméra se met à orbiter à l’intérieur de l'habitacle de l'automobile autour de la tête du conducteur. Comme l'écrit Georges Privet : « mêlant les acquis du cinéma de Murnau et de Lang aux possibilités offertes par les trucages numériques, l'auteur nous propose une œuvre où de subtiles variations d'éclairage, de cadre et de focale créent des images où le quotidien bascule tout naturellement dans le fantastique ».

### Autres domaines
Robert Morin est aussi photographe. À la fin des années 2010, la plupart de ses photographies demeurent peu exposées et inédites.
Il joue parfois pour d'autres, notamment dans les films de Philippe Falardeau, de Simon Galiero et de Robin Aubert.
Il lui arrive de filmer pour d'autres cinéastes : il tient ainsi la caméra dans la majorité des films d'André-Line Beauparlant.
Il figure parmi les fondateurs de PRIM vidéo, conçu comme un centre d'accès à de l'équipement de tournage dans un premier temps, à la suite de la dissolution du centre d’artistes montréalais Véhicule Art.
Il a organisé avec Ségolène Roederer, sur une idée de Jean Gagnon, une série de 13 émissions consacrée à la création vidéo intitulée Kaléidoscope, et diffusée sur les ondes de TV5 Canada en 1991-1992 .
En 2009, il a refusé de se présenter au gala des Prix Jutra, jugeant « ridicule » sa nomination à titre de meilleur réalisateur pour son film Papa à la chasse aux lagopèdes, au motif que certains des membres de l'Académie du cinéma n'avaient pas vu ce film et avaient simplement voté pour lui parce qu'ils aimaient ce qu'il faisait.
Il publie, le 31 mai 2021, Scénarios refusés, aux éditions Somme toute. Le livre présente sa vision du cinéma ainsi que trois scénarios qu'il a écrits et qui, pour des raisons diverses, n'ont pas été tournés.

## Filmographie

### Comme réalisateur-scénariste
Les numéros de volume sont ceux de la compilation de Vidéographe Robert Morin : Parcours du cinéaste (1976-1997) :
- 1974 : Motel
- 1976 : Les Sculpturistes (vol.2)
- 1977 : Même mort, il faut s'organiser
- 1978 : Le Royaume est commencé (vol.3)
- 1980 : Ma vie c'est pour le restant de mes jours (vol.1)
- 1980 : Gus est encore dans l'armée (vol.5)
- 1981 : Les Triangles «cocos»
- 1981 : Il a gagné ses épaulettes (vol.1)
- 1982 : Ma richesse a causé mes privations (vol.2)
- 1983 : A Postcard from Victoria (vol.1)
- 1983 : Le Mystérieux Paul (vol.3)
- 1984 : Le voleur vit en enfer (vol.4)
- 1984 : Toi t'es-tu lucky ? (vol.4)
- 1984 : On se paye la gomme (vol.5)
- 1984 : Mauvais Mal (vol.5)
- 1985 : Quelques instants avant le Nouvel An (vol.4)
- 1987 : Tristesse modèle réduit (vol.6)
- 1988 : La Femme étrangère (vol.4)
- 1989 : La Réception (vol.7)
- 1990 : Preliminary Notes for a Western (vol.10)
- 1992 : Requiem pour un beau sans-cœur
- 1994 : Yes Sir! Madame… (vol.8)
- 1994 : Windigo
- 1998 : Quiconque meurt, meurt à douleur (vol.9)
- 2001 : Opération Cobra
- 2002 : Le Nèg'
- 2005 : Psychic Witness (série TV)
- 2005 : Petit Pow ! Pow ! Noël
- 2006 : Que Dieu bénisse l'Amérique
- 2008 : Papa à la chasse aux lagopèdes
- 2009 : Journal d'un coopérant
- 2013 : Les Quatre Soldats
- 2014 : 3 histoires d'Indiens
- 2016 : Un paradis pour tous
- 2017 : Le Problème d'infiltration
- 2022 : 7 Paysages
- 2023 : Festin Boréal (en)

### Comme acteur
- 1994 : Yes Sir! Madame... : Earl Tremblay
- 1998 : Quiconque meurt, meurt à douleur Un policier
- 2000 : La Moitié gauche du frigo : Headhunter
- 2000 : Saint Jude : Drug Dealer
- 2002 : Le Nèg' : Un Policier
- 2005 : Petit Pow ! Pow ! Noël
- 2009 : Nuages sur la ville  : Michel
- 2009 : Journal d'un coopérant
- 2014 : 3 histoires d'Indiens
- 2016 : Tuktuq : voix
- 2017 : Le Problème d'infiltration : Voisin (voix)

### Comme directeur de la photographie
- 1994 : Yes Sir! Madame...
- 2001 : Trois princesses pour Roland
- 2015 : Pinocchio (documentaire)

## Distinctions

### Récompenses
- Prime à la qualité de la Société Générale des Industries Culturelles du Québec (SOGIC) pour Tristesse modèle réduit
- Prix Bell Canada 1991 du Conseil des arts du Canada remis à Lorraine Dufour et Robert Morin pour l'ensemble de l’œuvre vidéographique

- Prix du Gouverneur général 2009 : catégorie arts visuels et arts médiatiques pour l'ensemble de son œuvre[43]
- Les Prix du Québec 2013 : Prix Albert-Tessier, catégorie culturelle pour l'ensemble de son œuvre[44]
- Festival international de films Fantasia 2013 : Prix du public pour le meilleur film canadien pour Les Quatre Soldats[45]
- Grand prix de la Ville de Genève 1995 - 6ième semaine internationale de la vidéo pour Yes Sir! Madame…
- Prix du Meilleur vidéo - Rendez-vous du cinéma québécois pour Yes Sir! Madame…
- Prix Alberta-Québec - Innovation télévision pour Tristesse modèle réduit
- Prix spécial du jury - Festival de Nantes pour La Femme étrangère
- Meilleur long métrage canadien - The Toronto City Award - Festival of Festivals pour Requiem pour un beau sans-cœur
- Meilleur long métrage québécois - Prix L. E. Ouimet-Molson (RVCQ 1992) pour Requiem pour un beau sans-cœur
- Meilleur scénario - Prix de la SARDEC pour Requiem pour un beau sans-cœur
- International Screen and Television Writers Film Festival Award - The Writers Guild Foundation pour Requiem pour un beau sans-cœur
- Meilleur montage (Lorraine Dufour) - Prix Jutra (RVCQ) pour Le Nèg'
- Prix de la « Main » - Festival du Nouveau Cinéma 2005 pour Petit pow! pow! Noël
- Prix du Papillon d'argent- Festival du film indépendant de Lille pour Papa à la chasse aux lagopèdes
- Prix de l'Outarde de la meilleure direction photo - Festival du film de Baie-Comeau et de Sept-Îles pour Papa à la chasse aux lagopèdes
- Prix du meilleur film canadien - Festival international du cinéma francophone de l'Acadie - FICFA pour Journal d'un coopérant
- Prix collégial du cinéma québécois 2018 pour Le Problème d'infiltration

### Nominations
- 5e soirée des prix Jutra en 2003 :
  - Prix Jutra de la meilleure réalisation pour Le Nèg'
  - Prix Jutra du meilleur scénario pour Le Nèg'

- 11e soirée des prix Jutra en 2009 :
  - Prix Jutra de la meilleure réalisation pour Papa à la chasse aux lagopèdes
  - Prix Jutra de la meilleure direction de la photographie pour Papa à la chasse aux lagopèdes